# Наутіка Торн
Наутіка Торн (англ. Nautica Thorn; нар. 13 червня 1984, Вайпаху, Гаваї) — американська порноакторка та порнорежисерка. Торн — наполовину японка, на чверть пуерториканка і на чверть гавайка.

## Біографія
За словами Наутіки Торн, вона втратила цноту в 14 років. До 16 років жила на Гаваях, потім переїхала до Каліфорнії. Її першою роботою була посада фахівчині з маркетингу в звукозаписній компанії.
У 18 років вона стала стриптизеркою. Під час одного з виступів її помітив агент і запропонував зніматися оголеною для порносайтів. Згодом вона стала зніматися в сценах мастурбації і жорсткої порнографії. Спочатку знімалася в порно щодня, потім знизила активність до п'яти-шести знімальних днів на місяць. 
Торн взяла участь в реаліті-шоу каналу Fox Network під назвою My Bare Lady («Моя оголена леді»), в якому чотири порнозірки пробували себе в класичній драмі на театральній сцені.
У 2011 році журнал Complex поставив її на 21 місце в списку «50 найгарячіших азійських порнозірок всіх часів». Також знялася в ролі стриптизерки в епізоді голлівудської комедії «Трошки вагітна» (Knocked Up).
За даними на 2013 рік знялася в 369 порнофільмах і зрежисирувала 6 порнострічок.